# Hartbeespoort
Hartbeespoort este un oraș din Africa de Sud.